# Villamanta
Villamanta est une commune de la communauté de Madrid, en Espagne.